# Ніжинська сільська рада (Оренбурзький район)
Ні́жинська сільська рада (рос. Нежинский сельский совет) — сільське поселення у складі Оренбурзького району Оренбурзької області Росії.
Адміністративний центр — село Ніжинка.

## Населення
Населення — 10143 особи (2019; 6305 в 2010, 5428 у 2002).

## Склад
До складу сільської ради входять:
| Населений пункт  | Населення, осіб (2002) | Населення, осіб (2010) |
| ---------------- | ---------------------- | ---------------------- |
| Аеропорт, селище | 300                    | 399                    |
| Ніжинка, село    | 5128                   | 5906                   |